# Marta Eugenia Núñez Madriz
Marta Eugenia Núñez Madriz es una diplomática costarricense. Se graduó de licenciada en periodismo en la Universidad de Costa Rica. Ingresó al servicio diplomático costarricense en 1982. Ha desempeñado diversos cargos, entre ellos los de Directora de Prensa, Ministro Consejero de la Embajada de Costa Rica en Israel, Directora de Culto, directora general de Protocolo y Ceremonial del Estado, delegada a la Asamblea General de las Naciones Unidas y Embajadora en misión especial en varios países. En 2006 fue nombrada Embajadora de Costa Rica en la República Dominicana. En mayo de 2010 fue nombrada Viceministra administrativa de Relaciones Exteriores y Culto.